# Станислав Варга
Станислав Варга (8. октобар 1972), Липањ, Словачка) је бивши словачки фудбалер.
У својој каријери је играо за Татран из Прешова, Слован из Братиславе и репрезентацију Словачке. Професионално је почео да игра фудбал 1997. године.

## Каријера
Варга, због своје висине и технике игра на позицији центархалфа. Енглески фудбалски клуб Сандерланд га је 2000. године преузео од словачког прволигаша Слован за £650.000. На почетку своје каријере у Енглеској, тачније на првој утакмици за нови тим против Арсенала (1:0), је добио епитет играча утакмице.
Стандардан је на интернационалним утакмицама своје словачке репрезентације и већ је одиграо преко 50 утакмица. Ту је у ствари и импресионирао своје послодавце из Сандерланда. Питер Рејд, менаџер клуба, га је посматрао на пријатељској утакмици Словачке против Норвешке, и био је импресиониран начином како је чувао и онемогућио противничке нападаче Торе Андреја Фло и Оле Гунар Солшера, и практично их избацио из игре.
Релативно је био непознат у Енглеској, али његови словачки навијачи прате сваку његову утакмицу у енглеској премијер лиги или Шкотској премијер лиги.
Сезону 2001–02, Варга је провео на позајмици у Вест Бромичу. Међутим ту се није најбоље снашао, па је у јануару 2003. отишао из клуба.
Мање од месец дана касније преузео га је шкотски Селтик. Потписао је двогодишњеи уговор у јулу 2003. године. Са Селтиком је Варга у сезони 2003–04 освојио дуплу круну, шампионат и куп. У сезони 2004–05, Варга је са Селтиком наставио да ређа успехе. Чак је на утакмици Лиге шампиона постигао гол када је Селтик поразио Милан са 3:1.
Августа 2006. године, Варга се вратио у Сандерланд за суму од £1.100.000.
И поред своје изузетно јаке игре, Варга је морао да се задовољи клупом за резерве. Из тог разлога је у полусезони 2008. пристао да оде на позајмицу у Барнли.
У свом првом наступу за нови клуб, победи против Плимут Аргајла 1–0, пружио је сјајну партију, због које је уврштен у идеалан тим недеље енглеског Шампионата.
Сандерланд га је пустио на крају сезоне и моментално има статус слободног играча.